# Lijst van voetbalinterlands Kameroen - Zimbabwe
Deze lijst van voetbalinterlands is een overzicht van alle officiële voetbalwedstrijden tussen de nationale teams van Kameroen en Zimbabwe. De landen hebben tot op heden dertien keer tegen elkaar gespeeld. De eerste wedstrijd, een kwalificatiewedstrijd voor het Wereldkampioenschap voetbal 1982, vond plaats op 12 oktober 1980 in Douala. Het laatste duel, een kwalificatiewedstrijd voor de Afrika Cup 2025, werd gespeeld in Yaoundé op 19 november 2024.

## Wedstrijden
| №  | Plaats  | Datum             | Competitie                           | Wedstrijd           | Uitslag |
| -- | ------- | ----------------- | ------------------------------------ | ------------------- | ------- |
| 1  | Douala  | 12 oktober 1980   | WK 1982 kwalificatie                 | Kameroen − Zimbabwe | 2 − 0   |
| 2  | Harare  | 16 november 1980  | WK 1982 kwalificatie                 | Zimbabwe − Kameroen | 1 − 0   |
| 3  | Harare  | 4 juli 1993       | WK 1994 kwalificatie                 | Zimbabwe − Kameroen | 1 − 0   |
| 4  | Yaoundé | 10 oktober 1993   | WK 1994 kwalificatie                 | Kameroen − Zimbabwe | 3 − 1   |
| 5  | Harare  | 22 januari 1995   | Afrika Cup 1996 kwalificatie         | Zimbabwe − Kameroen | 4 − 1   |
| 6  | Yaoundé | 30 juli 1995      | Afrika Cup 1996 kwalificatie         | Kameroen − Zimbabwe | 1 − 0   |
| 7  | Yaoundé | 6 april 1997      | WK 1998 kwalificatie                 | Kameroen − Zimbabwe | 1 − 0   |
| 8  | Harare  | 17 augustus 1997  | WK 1998 kwalificatie                 | Zimbabwe − Kameroen | 1 − 2   |
| 9  | Sfax    | 29 januari 2004   | Afrika Cup 2004                      | Kameroen − Zimbabwe | 5 − 3   |
| 10 | Yaoundé | 10 januari 2017   | Vriendschappelijk                    | Kameroen − Zimbabwe | 1 − 1   |
| 11 | Yaoundé | 16 januari 2021   | African Championship of Nations 2020 | Kameroen − Zimbabwe | 1 − 0   |
| 12 | Kampala | 10 september 2024 | Afrika Cup 2025 kwalificatie         | Zimbabwe − Kameroen | 0 − 0   |
| 13 | Yaoundé | 19 november 2024  | Afrika Cup 2025 kwalificatie         | Kameroen − Zimbabwe | 2 − 1   |

## Samenvatting
| Competitie                      | Totaal gespeeld | Winst Kameroen | Gelijk | Winst Zimbabwe | Doelsaldo Kameroen – Zimbabwe |
| ------------------------------- | --------------- | -------------- | ------ | -------------- | ----------------------------- |
| WK-kwalificatie                 | 6               | 4              | 0      | 2              | 8 − 4                         |
| Afrika Cup                      | 1               | 1              | 0      | 0              | 5 − 3                         |
| Afrika Cup-kwalificatie         | 4               | 2              | 1      | 1              | 4 − 5                         |
| African Championship of Nations | 1               | 1              | 0      | 0              | 1 − 0                         |
| Vriendschappelijk               | 1               | 0              | 1      | 0              | 1 − 1                         |
| Totaal                          | 13              | 8              | 2      | 3              | 19 − 13                       |

FCF · A-internationals · Selecties · Bondscoaches · Statistieken · Kameroens vrouwenelftal · Kameroen U21 · Kameroen U20 · Kameroen U19 · Kameroen U18 · Kameroen U17
1960 – 1969 · 
1970 – 1979 · 
1980 – 1989 · 
1990 – 1999 · 
2000 – 2009 · 
2010 – 2019 ·
2020 − 2029
CC 2001 · 
CC 2003
WK 1982 · 
WK 1990 · 
WK 1994 · 
WK 1998 · 
WK 2002 · 
WK 2010 · 
WK 2014 ·
WK 2022
OS 1984 · 
OS 2000 · 
OS 2008
1961 · 
1960 · 
1961 · 
1962 · 
1963 · 
1964 · 
1965 · 
1966 · 
1967 · 
1968 · 
1969 · 
1970 · 
1971 · 
1972 · 
1973 · 
1974 · 
1975 · 
1976 · 
1977 · 
1978 · 
1979 · 
1980 · 
1981 · 
1982 · 
1983 · 
1984 · 
1985 · 
1986 · 
1987 · 
1988 · 
1989 · 
1990 · 
1991 · 
1992 · 
1993 · 
1994 · 
1995 · 
1996 · 
1997 · 
1998 · 
1999 · 
2000 · 
2001 · 
2002 · 
2003 · 
2004 · 
2005 · 
2006 · 
2007 · 
2008 · 
2009 · 
2010 · 
2011 · 
2012 · 
2013 ·
2014 ·
2015 ·
2016 ·
2017 ·
2018 ·
2019 ·
2020 ·
2021 ·
2022
Albanië ·
Algerije ·
Angola ·
Argentinië ·
Australië ·
Benin ·
Bolivia ·
Brazilië ·
Bulgarije ·
Burkina Faso ·
Burundi ·
Canada ·
Centraal-Afrikaanse Republiek ·
Chili ·
Colombia ·
Comoren ·
Congo-Brazzaville ·
Congo-Kinshasa ·
Costa Rica ·
Cuba ·
Denemarken ·
Duitsland ·
Egypte ·
Engeland ·
Equatoriaal-Guinea ·
Eritrea ·
Ethiopië ·
Finland ·
Frankrijk ·
Gabon ·
Gambia ·
Georgië ·
Ghana ·
Griekenland ·
Guinee ·
Guinee-Bissau ·
Ierland ·
India ·
Indonesië ·
Iran ·
Italië ·
Ivoorkust ·
Jamaica ·
Japan ·
Kaapverdië ·
Kenia ·
Koeweit ·
Kroatië ·
Lesotho ·
Liberia ·
Libië ·
Luxemburg ·
Madagaskar ·
Malawi ·
Mali ·
Marokko ·
Mauritanië ·
Mauritius ·
Mexico ·
Moldavië · 
Mozambique ·
Namibië ·
Nederland ·
Niger ·
Nigeria ·
Noord-Macedonië ·
Noorwegen ·
Oeganda ·
Oekraïne ·
Oezbekistan ·
Oostenrijk ·
Panama ·
Paraguay ·
Peru ·
Polen ·
Portugal ·
Roemenië ·
Rusland ·
Rwanda ·
Saoedi-Arabië ·
Sao Tomé en Principe ·
Senegal ·
Servië ·
Sierra Leone ·
Slowakije ·
Soedan ·
Somalië ·
Sovjet-Unie ·
Swaziland ·
Tanzania ·
Thailand · 
Togo ·
Tsjaad ·
Tunesië ·
Turkije ·
Verenigde Staten ·
Zambia ·
Zimbabwe ·
Zuid-Afrika ·
Zuid-Korea ·
Zuid-Soedan ·
Zweden ·
Zwitserland
Brazilië (2014) · 
Brazilië (2022) · 
Denemarken (2010) · 
Egypte (2017) ·
Frankrijk (2003) · 
Italië (1982) · 
Japan (2010) · 
Kroatië (2014) · 
Mexico (2014) ·
Nederland (2010) · 
Peru (1982) · 
Polen (1982) · 
Servië (2022)
ZFA ·
Bondscoaches ·
Selecties · 
Topscorers · 
Zimbabwaans vrouwenelftal
1980 – 1989 · 
1990 – 1999 · 
2000 – 2009 · 
2010 – 2019 ·
2020 − 2029
1980 · 
1981 · 
1982 · 
1983 · 
1984 · 
1985 · 
1986 · 
1987 · 
1988 · 
1989 · 
1990 · 
1991 · 
1992 · 
1993 · 
1994 · 
1995 · 
1996 · 
1997 · 
1998 · 
1999 · 
2000 · 
2001 · 
2002 · 
2003 · 
2004 · 
2005 · 
2006 · 
2007 · 
2008 · 
2009 · 
2010 · 
2011 · 
2012 · 
2013 · 
2014 ·
2015 ·
2016 ·
2017 ·
2018 · 
2019 ·
2020 ·
2021 ·
2022 ·
2023
Algerije ·
Angola ·
Australië ·
Bahrein ·
Benin ·
Bosnië en Herzegovina · 
Botswana ·
Brazilië · 
Burkina Faso ·
Burundi ·
Centraal-Afrikaanse Republiek ·
China ·
Comoren ·
Congo-Brazzaville ·
Congo-Kinshasa ·
Djibouti ·
Egypte ·
Eritrea ·
Ethiopië ·
Gabon ·
Ghana ·
Guinee ·
Indonesië ·
Ivoorkust ·
Jordanië ·
Kaapverdië ·
Kameroen ·
Kenia ·
Koeweit ·
Lesotho ·
Liberia ·
Libië ·
Madagaskar ·
Malawi ·
Mali ·
Marokko ·
Mauritanië ·
Mauritius ·
Mozambique ·
Namibië ·
Nigeria ·
Oeganda ·
Oman ·
Rwanda ·
Qatar ·
Saoedi-Arabië ·
Senegal ·
Seychellen ·
Soedan ·
Somalië ·
Swaziland ·
Tanzania ·
Togo ·
Tunesië ·
Vietnam ·
Zaïre ·
Zambia ·
Zuid-Afrika · 
Zwitserland